# Vancouver-Yaletown (circonscription britanno-colombienne)
Pour les articles homonymes, voir Vancouver (homonymie).
Circonscription électorale provinciale du Canada
Vancouver-Yaletown est une circonscription provinciale de la Colombie-Britannique représentée à l'Assemblée législative de la Colombie-Britannique depuis 2024.

## Géographie
En 2024, la circonscription représente la partie de Downtown Vancouver située à l'est de la rue Burrard (en) et le quartier de Yaletown (en). Yaletown est le second quartier le plus huppé de Vancouver après Shaughnessy (en),.

## Liste des députés
| Législature                                                                               | Années                                                                                    | Député                                                                                    | Député                                                                                    | Parti                                                                                     |
| Vancouver-Yaletown Circonscription issue de Vancouver-False Creek et Vancouver-Strathcona | Vancouver-Yaletown Circonscription issue de Vancouver-False Creek et Vancouver-Strathcona | Vancouver-Yaletown Circonscription issue de Vancouver-False Creek et Vancouver-Strathcona | Vancouver-Yaletown Circonscription issue de Vancouver-False Creek et Vancouver-Strathcona | Vancouver-Yaletown Circonscription issue de Vancouver-False Creek et Vancouver-Strathcona |
| ----------------------------------------------------------------------------------------- | ----------------------------------------------------------------------------------------- | ----------------------------------------------------------------------------------------- | ----------------------------------------------------------------------------------------- | ----------------------------------------------------------------------------------------- |
| 43e                                                                                       | 2024–en cours                                                                             |                                                                                           | Terry Yung (en)                                                                           | Néo-démocrate                                                                             |